# أليستراتي
أليستراتي (Αλιστράτη) هي مدينة في سيرري في مقاطعة فوريا إلادا في اليونان.
يبلغ عدد سكانها حوالي 2857 نسمة.